# Cronologia di Castel Goffredo

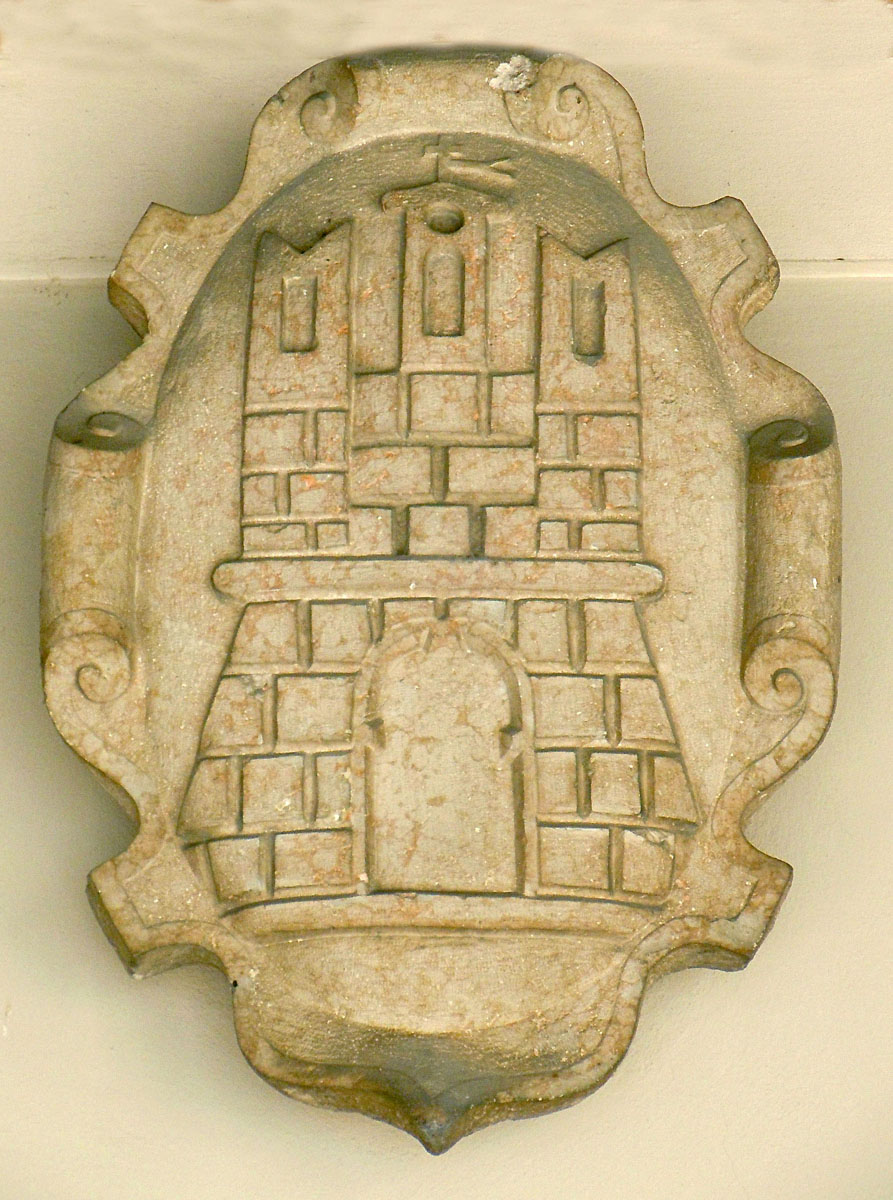
Stemma posto all'ingresso del Comune di Castel Goffredo.

Di seguito è riportata una cronologia della storia della città di Castel Goffredo, in Lombardia.

## Epoca antica
- Circa 1600-1300 a.C. - Attività umane risalenti all'età del bronzo, le cui tracce sono state rinvenute in area archeologica Rassica, località Rassica, a sud est della città.
- IX secolo a.C. - I secolo a.C. - Colonizzazione etrusca.
- I secolo a.C. - Centuriazione del territorio di Mantova.
- I secolo d.C. - Insediamento in epoca romana.
- VII secolo - Presenza longobarda.

## Medioevo
- 800 - Castel Goffredo entra a far parte del distretto di Sirmione.
- 900-1000 - Prima fortificazione di Castelvecchio.
- 1001 - Castel Goffredo sotto la Contea di Brescia fino al 1115.
- 1107 - Prima citazione in un documento di Castel Goffredo (Castello Vifredi).
- 1115 - Castel Goffredo sotto i conti Longhi fino al 1190.
- XIII secolo
  - Edificazione della torre civica.
  - Edificazione della Chiesa di Santa Maria del Consorzio.
- 1237-1267 - Tirannia di Ezzelino da Romano.

- 1267-1317 - Mastino I della Scala è padrone di Castel Goffredo.
- 1317 - Cangrande I della Scala è padrone di Castel Goffredo.
- 1328 - Ludovico I Gonzaga al potere a Mantova.
- 1337 - Sottomissione di Castel Goffredo ai Gonzaga.

## Epoca moderna
- 1427 
  - Castel Goffredo dichiarato feudo imperiale.
  - Alessandro Gonzaga primo marchese di Castel Goffredo.
- 1438 - Installato l'orologio pubblico sulla torre civica.
- 1444 - Nascita del marchesato di Castel Goffredo.
- 1450 - Entrano in vigore gli Statuti Alessandrini.
- 1457 - Istituzione del mercato del giovedì e della fiera di San Luca.
- 1460 
  - Rafforzamento delle mura.
  - Edificazione della seconda cinta muraria.
  - Costruzione del rivellino.
- 1468
  - Istituzione del Monte di Pietà.
  - Nascita della comunità ebraica di Castel Goffredo.
- 1478-1479 - Rodolfo Gonzaga signore di Castel Goffredo.
- 1479 - Ludovico Gonzaga vescovo di Mantova e signore di Castel Goffredo.
- 1480 - Potenziamento delle mura ad opera di Giovanni da Padova.
- 1499 - Realizzazione del Palazzo Gonzaga.
- 1510 - Istituzione della parrocchia di Castel Goffredo.
- 1511 - Aloisio Gonzaga marchese di Castel Goffredo.
  - 1513 - Formazione del ramo cadetto Gonzaga di Castel Goffredo, Castiglione e Solferino.
  - 1513 - Formazione del ramo cadetto Gonzaga di Castel Goffredo.
- 1516 - L'imperatore Massimiliano I d'Asburgo transita da Castel Goffredo.
- 1538 - Formazione della corte rinascimentale di Aloisio Gonzaga e potenziamento delle mura con realizzazione di sette torrioni di difesa.
- 1543 - Carlo V visita Castel Goffredo.
- 1549 - Alfonso Gonzaga succede ad Aloisio Gonzaga.
- 1561 - Popolazione: 3.385 abitanti.
- 1565 - Apertura della sinagoga.
- 1592
  - Assassinio di Alfonso Gonzaga a Gambaredolo.
  - Rodolfo Gonzaga prende il potere.
- 1593
  - Assassinio di Rodolfo Gonzaga.
  - Fine del ramo cadetto dei Gonzaga di Castel Goffredo.
- 1602 - Fine del marchesato di Castel Goffredo.
- 1630
  - La peste.
  - Popolazione: 2.450 abitanti.
- 1707 - Fine del Ducato di Mantova.
- 1705 - Castel Goffredo saccheggiata dagli austriaci.
- 1757 - Inizio smantellamento delle mura.
- 1773 - Popolazione: 2.937 abitanti.
- 1785 - Passaggio della parrocchia di Castel Goffredo dalla Diocesi di Brescia alla Diocesi di Mantova.
- 1797 - Castel Goffredo occupata dai francesi.

## Epoca contemporanea
- 1802 - Popolazione: 3.392 abitanti.
- 1848
  - Vittorio Emanuele II di Savoia visita Castel Goffredo.
  - A Castel Goffredo si costituisce un gruppo di cospiratori mazziniani.
- 1859 - Castel Goffredo è teatro di guerra della battaglia di Solferino.
- 1860 - Giovanni Acerbi fa parte dei Mille di Garibaldi.
- 1862 - Garibaldi visita il paese.
- 1871 - Nascita della Società di mutuo soccorso.
- 1872 - Nascita della maschera di Re Gnocco.
- 1901 - Popolazione: 4.777 abitanti.
- 1925 - Apre il Calzificio NO.E.MI..
- 1926 - Assassinio del maestro cattolico Anselmo Cessi.
- 1971 - Popolazione: 7.229 abitanti.
- 2001
  - Popolazione: 9.829 abitanti.
  - Riconoscimento del Distretto N. 6 Castel Goffredo - Tessile - Calzetteria.
- 2002 - Titolo di città.
- 2015 - Crollo della copertura del Palasport.
- 2021 - 27 maggio, passaggio della 18ª tappa del Giro d'Italia, Rovereto-Stradella.